# Agastera
Agastera war ein Weinmaß auf der ionischen Insel Kythira.
- 1 Agastera = 57,25 Pariser Kubikzoll = 1,25 Liter
- 1 Bozia = 2 Agastere
- 1 Barillo = 60 Agastere